# Saint-Laurent-de-Condel
Saint-Laurent-de-Condel è un comune francese di 532 abitanti situato nel dipartimento del Calvados nella regione della Normandia.

## Società

### Evoluzione demografica
Abitanti censiti